# Hunderace
Hunderacer er et resultat af, at hunde er blevet udvalgt af mennesker i tusinder af år for at opnå ønskede egenskaber.

## Oprindelse
Det første dyr, der blev tæmmet, var ulven for ca. 12.000 år siden i det sydvestlige Asien. Den tæmmede ulv er blevet til vore dages hund. Hunden var oprindeligt jagthund og siden hyrdehund.
Mennesket har således udvalgt hunde for at fremavle egenskaber, der skulle tjene forskellige formål - også som "kæledyr". I dag findes der over 100 hunderacer.

## Racestandarder
I dag fastlægger talrige hundeorganisationer standard og nomenklatur for hunderacer for at sikre ensretning af udseende og mentale egenskaber inden for den pågældende race.

## Hunderacer til anvendelsesområde
Hunderacer fremavlet til bestemte formål
- Selskabshund (anvendes som kæledyr)
- Brugshund (anvendes som tjenestehund ved politi, militær, toldvæsnet, schweisshund etc.)
- Hyrdehund (anvendes til bevogtning af får, kvæg etc.)
- Jagthund (anvendes til jagt)

## Oversigt over hunderacer
Se artiklen Hunderacer

### Nationalt
- Dansk Kennel Klub (DKK). DKK er medlem af den internationale organisation The Fédération Cynologique Internationale (FCI).

### Internationalt
- The Fédération Cynologique Internationale (FCI).